# Tramonti di Sopra
Tramonti di Sopra (Tramonç Disore in friulano standard, Vildisora nella variante locale) è un comune italiano di 266 abitanti del Friuli-Venezia Giulia.

## Geografia fisica

### Territorio
Il comune si trova a 426 m s.l.m. nell'alta Val Tramontina, all'interno del parco naturale delle Dolomiti Friulane lungo la Strada statale 552 del Passo Rest. Circondato dalle Prealpi Carniche sud-orientali (Catena Chiarescons-Cornaget-Resettum), in valli laterali del territorio sono presenti i laghi artificiali Ca' Zul e di Ca' Selva ed un sito di particolare interesse naturalistico sono le vicine Pozze Smeraldine, formate dal torrente Meduna.

## Storia
Nel 1976 il comune fu devastato dal terremoto del Friuli, che provocò enormi crolli e danni. In paese è presente una chiesa evangelica valdese.

### Simboli
Il gonfalone municipale è un drappo trinciato di rosso e di bianco.

## Monumenti e luoghi d'interesse
- Chiesa di San Floriano

## Società

### Evoluzione demografica
Abitanti censiti

### Lingue e dialetti
A Tramonti di Sopra, accanto alla lingua italiana, la popolazione utilizza la lingua friulana. Ai sensi della Deliberazione n. 2680 del 3 agosto 2001 della Giunta della Regione autonoma Friuli-Venezia Giulia, il Comune è inserito nell'ambito territoriale di tutela della lingua friulana ai fini della applicazione della legge 482/99, della legge regionale 15/96 e della legge regionale 29/2007. La lingua friulana che si parla a Tramonti di Sopra rientra fra le varianti appartenenti al friulano occidentale.